# گوچو (بازیکن فوتبال)
لوئیس کارلوس توفولی (به پرتغالی: Luís Carlos Tóffoli) معروف به گوچو (Gaúcho) بازیکن فوتبال در پست مهاجم اهل برزیل است که در شهر کانواس و در تاریخ ۷ مارس ۱۹۶۴ به دنیا آمده‌است.

## باشگاهی
گوچو در تیم فوتبال فلامینگو, گرمیو, پالمیراس, لچه, بوکا جونیورز, اتلتیکو مینیرو و فلومیننزه سابقهٔ حضور دارد.